# Бернардо Комас
Бернардо Комас Агілера (ісп. Bernardo Comas Aguilera; 14 листопада 1960) — кубинський боксер, чемпіон світу, Панамериканських ігор та Ігор Центральної Америки і Карибського басейну.

## Спортивна кар'єра
1981 року став чемпіоном Центральної Америки і Карибського басейну.
1982 року став чемпіоном світу.
- В 1/16 фіналу переміг Валентина Силагі (Румунія) — 4-1
- В 1/8 фіналу переміг Дугласа Сема (Австралія) — KO 3
- У чвертьфіналі переміг Селамі Каракелле (Туреччина) — KO 2
- У півфіналі переміг Айрена Барклі (США) — 3-2
- У фіналі переміг Тармо Уусівірта (Фінляндія) — KO 3

Того ж 1982 року, здобувши дві перемоги, переміг на Іграх Центральної Америки і Карибського басейну.
1983 року, здобувши три перемоги, у тому числі над Педро Гамарро (Венесуела) у півфіналі, став чемпіоном Панамериканських ігор.
Через бойкот Олімпійських ігор 1984 представниками з соціалістичних країн пропустив Олімпіаду 1984 і завоював золоту медаль на альтернативних змаганнях Дружба-84, здобувши у фіналі перемогу над Генриком Петричем (Польща).
1987 року завершив боксерську кар'єру і перейшов на тренерську роботу.